# Berner Rundfahrt (Frauen)
Die Berner Rundfahrt oder Tour de Berne ist ein Eintagesrennen für Frauen, das jährlich seit 2003 in Lyss in der Schweiz ausgetragen wird. Das Rennen war bis 2009 Teil des Rad-Weltcups der Frauen. Der Wettbewerb wird zusammen mit dem gleichnamigen Männerrennen veranstaltet.
Bis 2009 führt das Rennen über einen 20,8 Kilometer langen Rundkurs, der sechsmal durchfahren wird. 2010 wurde die Strecke abgeändert und führt nun über einen 33,95 Kilometer langen Rundkurs mit 420 Höhenmetern, der zweimal durchfahren wird. 2011 wurde die Anzahl der Runden Frauen Elite neu auf drei Runden erhöht.

## Palmarès
| Jahr | Siegerin             | Zweite                  | Dritte                |
| ---- | -------------------- | ----------------------- | --------------------- |
| 1979 | Jolanda Kalt         | Rosmarie Kurz           | Anita Loosli          |
| 1980 | Rosmarie Schatzmann  |                         |                       |
| 1983 | Stefania Carmine     |                         |                       |
| 1984 | Evelyne Müller       | Manuela Wohlgemuth      | Hilde Dobiasch        |
| 1985 | Sandra Schumacher    |                         | Manuela Wohlgemuth    |
| 1986 | Evelyne Müller       |                         |                       |
| 1987 | Edith Schönenberger  | Barbara Ganz            | Brigitte Gyr-Gschwend |
| 1988 | Barbara Ganz         | Edith Schönenberger     | Brigitte Gyr-Gschwend |
| 1989 | Barbara Ganz         | Edith Schönenberger     | Evelyne Müller        |
| 1990 | Evelyne Müller       | Luzia Zberg             | Edith Schönenberger   |
| 1991 | Luzia Zberg          |                         |                       |
| 1992 | Luzia Zberg          | Karina Skibby           | Barbara Heeb          |
| 1993 | Katrin Ranger        | Evelyne Müller          | Sandra Schumacher     |
| 1994 | Natalija Kyschtschuk | Luzia Zberg             | Alexandra Bähler      |
| 1995 | Luzia Zberg          | Barbara Heeb            | Marcia Eicher         |
| 1996 | Karin Möbes          | Barbara Heeb            | Diana Rast            |
| 1997 | Diana Rast           | Yvonne Schnorf          | Natalja Yuganiuk      |
| 1998 | Chantal Daucourt     | Barbara Heeb            | Nicole Brändli        |
| 1999 | Marion Brauen        | Diana Rast              | Barbara Del Vai       |
| 2000 | Noemi Cantele        | Nicole Brändli          | Bettina Schöke        |
| 2001 | Vera Hohlfeld        | Diana Žiliūtė           | Nicole Brändli        |
| 2002 | Priska Doppmann      | Jenny Algelid-Bengtsson | Miho Oki              |
| 2003 | Olivia Gollan        | Nicole Brändli          | Swetlana Bubnenkowa   |
| 2004 | Fabiana Luperini     | Lyne Bessette           | Karin Thürig          |
| 2005 | Edita Pučinskaitė    | Monica Holler           | Oenone Wood           |
| 2006 | Sülfija Sabirowa     | Oenone Wood             | Olga Sljussarewa      |
| 2007 | Edita Pučinskaitė    | Marianne Vos            | Oenone Wood           |
| 2008 | Susanne Ljungskog    | Judith Arndt            | Mirjam Melchers       |
| 2009 | Kristin Armstrong    | Marianne Vos            | Trixi Worrack         |
| 2010 | Sharon Laws          | Polona Batagelj         | Carla Ryan            |
| 2011 | Pascale Schnider     | Jessica Schneeberger    | Jennifer Hohl         |
| 2012 | Emma Pooley          | Doris Schweizer         | Jessica Schneeberger  |
| 2013 | Nicole Hanselmann    | Doris Schweizer         | Mirjam Gysling        |
| 2014 | Elke Gebhardt        | Vera Koedooder          | Jacqueline Hahn       |
| 2015 | Doris Schweizer      | Ashleigh Moolman        | Lotta Lepistö         |
| 2016 | Ashleigh Moolman     | Lotta Lepistö           | Clara Koppenburg      |
| 2017 | Stephanie Gaumnitz   | Jessica Allen           | Sarah Roy             |
| 2019 | Elise Chabbey        | Cecilie Uttrup Ludwig   | Jutta Stienen         |
| 2022 | Annabel Fisher       | Lea Fuchs               | Lara Krähemann        |
| 2023 | Lea Fuchs            | Anabel Yapura           | Aline Seitz           |